# WorldVentures
A WorldVentures Holding LLC vállalatot 2005. december 10-én alapította Wayne Nugent és Mike Azcue Planoban, Texas, USA. A Rovia LLC utazási iroda szolgáltatásait értékesíti. A hagyományos hotel, repülő, hajóút, autóbérlés szolgáltatások (lásd pl. Booking.com) mellett szervezett utakat kínál Dreamtrips elnevezéssel.

## Szolgáltatás
A Dreamtrips utazások előre meghatározott időszakokban foglalható utak, melyek szállással, ellátással, teljes programmal alkotnak szolgáltatási csomagot. Az egész világból egy helyre, egy időpontban közösen egy helyre utazók nagy száma miatt a személyenkénti árak jelentősen csökkennek. 

## Jelenlét
A világ 29 országában van jelen a cégcsoport, ezek: Amerika, Ausztria, Botswana, Kanada, Ciprus, Németország, Egyesült Királyság, Görögország, Hong Kong, Magyarország, Izrael, Kenya, Málta, Hollandia, Norvégia, Oroszország, Svédország, Szingapúr, Dél-Afrikai Köztársaság, Szlovénia, Zimbabve, Puerto Rico, Ausztrália, Izland, Írország, Malájzia, Lengyelország, Szerbia, Franciaország.

## Eredmények
Reuters - A világ legdinamikusabban fejlődő magánvállalata (2015.), 491%-os növekedésINC - #915 /5000 - A világ 5000 legnagyobb profitot termelő magánvállalata
PRNewsVire - A világ 47. legnagyobb direkt marketing üzlete (2015.)
Direct Selling News - Az USA 25. legnagyobb direkt marketing üzlete (2015.)
World Travel Awards ("Az utazási ipar Oscar-díja" - The Wall Street Yournal)
A 2014. és 2015. években minden kontinensen elnyerte a vezető utazási ügynökség és vezető utazási klub díjat
A cég ellen 2020 novemberében csődeljárás indult.

## Céginformációk
Bloomberg - céginformációk